# コロナウイルス感染症
コロナウイルス感染症（コロナウイルスかんせんしょう、英語: coronavirus disease）は、コロナウイルスによって引き起こされる人間または動物の感染症のことである。
ヒトコロナウイルスによる人間の感染症には、ありふれたヒトコロナウイルス (HCoV-229E、HCoV-OC43、HCoV-NL63、HCoV-HKU1) による風邪（普通感冒）と、重症肺炎に至る下記の新興感染症がある。
- 重症急性呼吸器症候群 (SARS) - 2002年11月に初症例が報告された、SARSコロナウイルス (SARS-CoV) による感染症。
- 中東呼吸器症候群 (MERS) - 2012年9月に初症例が報告された、MERSコロナウイルス (MERS-CoV) による感染症。
- 新型コロナウイルス感染症 (COVID-19) - 2019年12月に初症例が発見された、SARSコロナウイルス2 (SARS-CoV-2) による感染症。

この他、人間以外の哺乳類および鳥類に感染する動物コロナウイルスによる感染症が多数ある（詳細はオルトコロナウイルス亜科#動物コロナウイルスを参照）。
コロナウイルスは種特異性が高く、一般に他の種へと感染しないが、人間の新興コロナウイルス感染症はいずれも動物から人間に伝播したものと考えられており、人獣共通感染症としての性質も持つ（注：2020年時点ではCOVID-19は人獣共通感染症と推認・分類されるが、正確な宿主や伝播経路は不明であり、現時点での分類には慎重な意見もある）。

## 「新型」が指すもの
「新型コロナウイルス感染症」（英語: novel coronavirus disease）は、2023年現在では普通COVID-19を指す。ただし語義上は単に新しく登場したものを指し、言及の時期によってCOVID-19以外を指している場合もある。
世界保健機関の感染症命名ベストプラクティスでは、"novel"（新型）は既知の型より新しい病原体が現れた際に用いられうる語であるが、更に新たな病原体が発見された際には時代遅れになると説明されている。
日本の感染症の予防及び感染症の患者に対する医療に関する法律では、「新型コロナウイルス感染症」を「新たに人から人に伝染する能力を有することとなったコロナウイルスを病原体とする感染症であって、一般に国民が当該感染症に対する免疫を獲得していないことから、当該感染症の全国的かつ急速なまん延により国民の生命及び健康に重大な影響を与えるおそれがあると認められるもの」と定義している。